# Torrente Valle dei Molini
Il torrente Valle dei Molini è un corso d'acqua lungo circa 15 km, che nasce in Val Codogno, nel comune di Verceia in provincia di Sondrio. Il corso d'acqua attraversa il comune di Cino e arriva nel comune di Mantello (Italia), dove sfocia nel fiume Adda.